# Драгана Сотировски
Драгана Сотировски (Алексинац, 8. децембар 1973) српска је политичарка и новинарка. Од 2020. до 2024. обављала је функцију градоначелника Града Ниша. Од 2017. до 2020. била је начелница Нишавског управног округа. Од 2021. је потпредседница Српске напредне странке (СНС).

## Биографија
Драгана Сотировски рођена је у Алексинцу где је завршила Музичку школу и Педагошку академију. Дипломирала је на Географском факултету Универзитета у Београду, а мастер студије туризмологије завршила је на Природно-математичком факултету у Нишу.
Новинарством је почела да се бави 1992. године ангажовањем на Трећем каналу тадашње Телевизије Београд.
Од 1993. као новинар репортер прелази у Редакцију Јутарњег програма и Београдске хронике, када постаје и део тима доајена ТВ новинарства Банета Вукашиновића.
Године 1997. постала је дописник РТС-а из Ниша, чијом редакцијом руководи као уредник ТВ Центра у Нишу од 2011. до 2017. године.
Она је 2016. положила заклетву и примљена је у Ред сиромашних витезова Христа и Соломоновог храма Темплари.
Влада Републике Србије поставила је 27. децембра 2017. године Драгану Сотировски за начелницу Нишавског управног округа са седиштем у Нишу. Била је шести начелник Нишавског управног округа и друга жена на том месту.
Одлуком Скупштине Града Ниша од 21. августа 2020. године, изабрана је за градоначелницу Града Ниша, прва жена на тој функцији. Заменица јој је Душица Давидовић.
У новембру 2021. на Скупштини СНС изабрана је за чланицу Председништва странке.

### Хапшење
Дана 21. фебруара 2025. ухапшена је граничном прелазом Прешево због сумње злоупотребе слубеног положаја у периоду од 16. марта 2022. године до 9. јула 2024. године када је била градоначелница Ниша. Тужилаштво ју је оптужило да је мимо Закона, Одлука и Правилника, ангажовала фирме Сим пук градња и Водомонтери за извођење различитих грађевинских радова на територији Града Ниша. Ухапшени су и Зоран Станојевић, власник Сим пук градње из Малошишта, као и Дамир и Дејан Николић, власници фирме Водомонтери Лалинац. Сумња се да су оштетили буџет Ниша за 460.322.637 динара.